# Pittscharbe
Die Pittscharbe (Phalacrocorax featherstoni) ist eine Vogelart aus der Familie der Kormorane (Phalacrocoracidae). Die Art kommt ausschließlich auf den Chatham-Inseln vor und frisst vor allem kleine Fische sowie Krustentiere. Die Pittscharbe wird von der IUCN als stark gefährdet (endangered) eingestuft, da der sehr kleine Bestand in den letzten Jahren weiter zurückgegangen ist. Bei einer Zählung der Brutpaare während der Fortpflanzungszeit 1997/1998 wurden noch 729 Brutpaare im gesamten Brutgebiet gezählt, 2003/2004 brüteten dagegen nur noch 547 Paare. Der Gesamtbestand inklusive nicht brütender Tiere wird auf 1.400 Individuen geschätzt.

## Erscheinungsbild

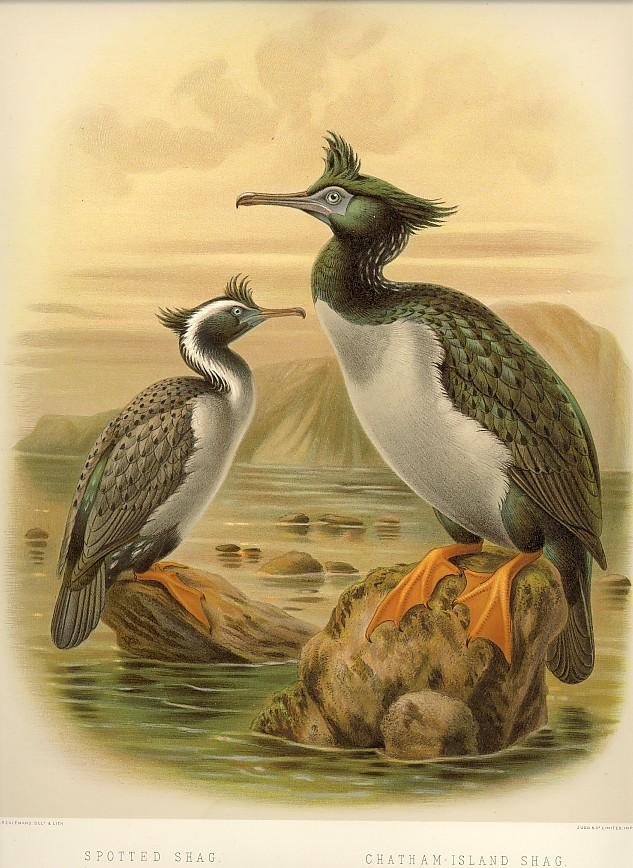
Rechts im Bildvordergrund eine Pittscharbe, dahinter links eine Tüpfelscharbe

Die Pittscharbe ist ein kleiner, schlank gebauter Kormoran mit langen, schlanken Flügeln und einem kurzen Schwanz. Die Körperlänge beträgt etwa 63 Zentimeter, das Gewicht etwa ein Kilogramm. Es besteht kein auffälliger Sexualdimorphismus.
Im Prachtkleid sind der Kopf, der hintere Nacken und der obere Vorderhals blauschwarz. Auf der Stirn und Hinterkopf befindet sich jeweils eine Federhaube. Am Nacken hat die Pittscharbe lange, weiße Fadenfedern (Filoplumae), die sich vereinzelt auch an anderen Stellen an Kopf und Hals befinden können. Der Oberkörper ist dunkel olivbraun mit einem grünlichen Schimmer. Die einzelnen Federn weisen an ihrer Spitze jeweils einen schwarzen Punkt auf. Die Steuerfedern sind schwarz. Der untere Hals und der Unterkörper sind grau, die Unterschwanzdecken dagegen schwarz. Der lange und schlanke Schnabel ist schwarz mit einer hellbraunen Spitze. Die unbefiederte Gesichtshaut vor und um das Auge ist leuchtend grasgrün. Der Kehlsack ist dagegen schwarz und weist blaugrüne Warzen auf. Die Iris ist dunkel rotbraun, die Beine und Füße sind orange. Im Schlichtkleid sind die Federhauben kleiner, die weißen Fadenfedern am hinteren Hals fehlen und der Kehlsack ist grün.
Jungvögel sind dunkel schwarzbraun mit einem grünlichen Schimmer am Kopf, Hals und auf der Körperoberseite. Die Brust und der Bauch sind blasser braun. Der Schnabel ist noch graubraun. Die unbefiederte Gesichtshaut, die Beine und Füße sind gelb und färben sich mit zunehmendem Alter in Orange um. Die Iris ist graubraun.

## Verwechslungsmöglichkeiten
Auf den Chatham-Inseln kommen mehrere andere Kormoranarten vor, mit denen die Pittscharbe verwechselt werden kann. Der auch in Eurasien verbreitete Kormoran ist ebenso wie die Chathamscharbe größer und kräftiger gebaut. Von der Tüpfelscharbe unterscheidet sich die Pittscharbe durch das dunklere Gefieder, die Tüpfelscharbe hat im Prachtkleid außerdem zwei auffällige weiße Streifen, die von den Augen zu den Schultern verlaufen. Jungvögel der Pittscharbe können mit noch nicht geschlechtsreifen Schwarzscharben verwechselt werden, da die Jungvögel beider Arten etwa gleich groß sind, einen schlanken Schnabel und ein schwarzbraunes Gefieder haben. Sie können anhand der Färbung der Füße auseinandergehalten werden, da Schwarzscharben schwarze Füße haben. Die Pittscharbe hat außerdem einen kürzeren Schwanz.

## Verbreitung und Lebensraum

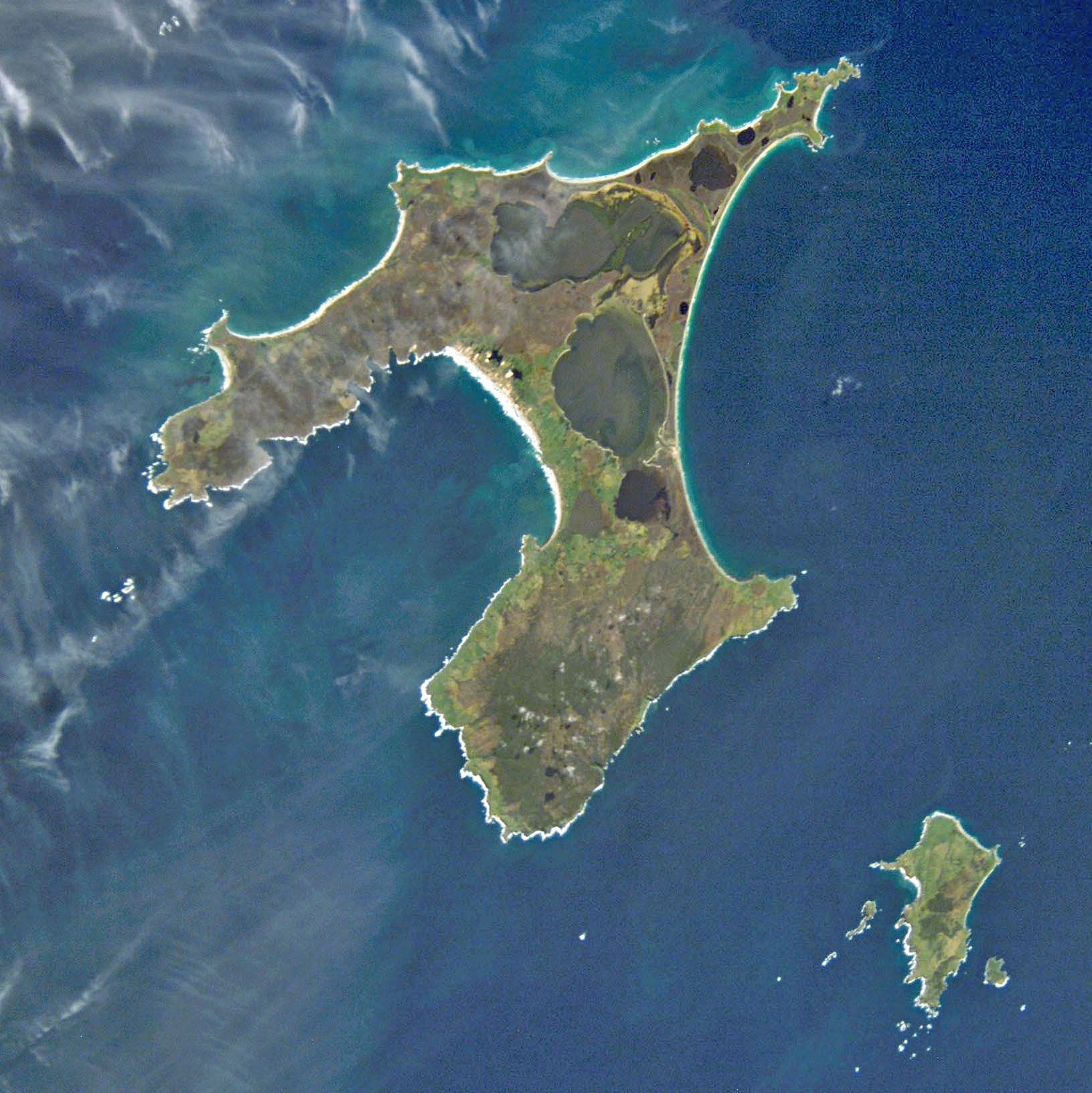
NASA-Bild mit Hauptinsel Chatham Island oben und Pitt Island rechts unten

Die Pittscharbe ist ein Endemit der Chatham-Inseln, einer zu Neuseeland gehörenden Inselgruppe, die rund 800 km östlich der Hauptinseln im Südpazifik liegt. Pittscharben brüten auf Chatham Island, Pitt Island, Mangere Island, South East Island, Star Keys, The Pyramid, The Sisters, Murumurus, The Castle und Moturoa / Rabbit Island.
Pittscharben suchen bis zu einer Entfernung von 24 Kilometer von der Küste der Chatham-Inseln nach Nahrung. Es sind Standvögel, die auch als Irrgäste noch nicht abseits der Chatham-Inseln beobachtet wurden.

## Fortpflanzungsbiologie
Über die Fortpflanzungsbiologie der Pittscharbe ist bislang nur sehr wenig bekannt. Die Fortpflanzungszeit fällt in den Zeitraum August bis Dezember. Im August beginnt dabei die Eiablage und im Dezember fliegen die Jungvögel aus. Es wurden aber auch Jungvögel beobachtet, die noch gegen Ende Januar von den Elternvögeln gefüttert wurden.
Die Pittscharbe ist ein Koloniebrüter, die auf Kliffen und Felsbändern brütet. Die unmittelbare Nistumgebung wird verteidigt, wobei allerdings nur das Männchen Artgenossen bis zur Reviergrenze verfolgt. Die Wahl des Neststandortes erfolgt generell durch das Männchen, das Weibchen errichtet das Nest aus Material, dass das Männchen heranbringt. Verbaut werden Mittagsblumengewächsen, Gras und anderes Pflanzenmaterial, am Nest wird sowohl während der Brut- als auch der Nestlingszeit weitergebaut. Alte Nester werden gelegentlich wieder benutzt und dann vom Weibchen mit neuem Nistmaterial ergänzt und ausgebessert.
Das Gelege besteht gewöhnlich aus drei Eiern. Diese sind elliptisch, weisen eine raue Oberfläche auf und sind von hellblauer Farbe. Über die Dauer der Brut- und Nestlingszeit liegen keine Informationen vor.

## Bedrohung und Schutzmaßnahmen
Die Auswirkung eingeführter Tierarten auf den Bruterfolg der Pittscharben ist nicht genau bekannt, da Pittscharben generell an nicht zugänglichen Stellen brüten. Einige Nester beziehungsweise Gelege wurden jedoch durch Hausvieh, verwilderte Katzen, Schweine, Hunde sowie Hausratten und Wanderratten und Wekarallen zerstört. Etwa vierzig bis achtzig Pittscharben ertrinken außerdem jährlich in Hummerfallen. Der Bestandsrückgang wird jedoch überwiegend damit erklärt, dass sie in den Gewässern rund um die Chatham-Inseln nicht mehr ausreichend Nahrung finden.
Als Schutzmaßnahme für diese bedrohte Art wurde bereits 1961 auf der South East Island die Haltung von Hausschafen und -rindern beendet. Auch auf Mangere Island weiden seit 1968 keine Hausschafe mehr. Als weitergehende Schutzmaßnahmen wird die Ausrottung der verwilderten Hauskatzen und der Wekarallen auf Pitt Island erwogen. Alternativ beziehungsweise ergänzend soll die Beweidung sowohl auf der Chatham Island und der Pitt Island an den Stellen eingeschränkt werden, die sich als Standorte einer Brutkolonie eignen.

## Belege

### Einzelbelege
1. 1 2 3  Factsheet auf BirdLife International
2. 1 2 3   Higgins, S. 844
3. 1 2   Higgins, S. 846
4. ↑   Higgins, S. 845